# USS Rabaul (CVE-121)
USS Rabaul (CVE-121) là một tàu sân bay hộ tống lớp Commencement Bay được Hải quân Hoa Kỳ chế tạo trong Chiến tranh Thế giới thứ hai. Nó là chiếc tàu chiến duy nhất của Hải quân Mỹ được đặt theo thị trấn Rabaul ở phía Tây Bắc đảo New Britain thuộc Papua New Guinea, cảng chiến lược của Hải quân Đế quốc Nhật Bản trong Thế Chiến II. Chỉ hoàn tất khi Thế Chiến II đã kết thúc, con tàu được nghiệm thu nhưng không bao giờ được đưa ra hoạt động. Đang khi trong thành phần dự bị, nó được xếp lại lớp như một tàu sân bay trực thăng CVHE-121 vào năm 1955, rồi như một tàu vận chuyển máy bay AKV-21 vào năm 1959 trước khi rút đăng bạ năm 1971 và bị bán để tháo dỡ một năm sau đó.

## Thiết kế và chế tạo
Rabaul được đặt lườn tại xưởng tàu của hãng Todd Pacific Shipyards ở Tacoma, Washington vào ngày 2 tháng 1 năm 1945. Nó được hạ thủy vào ngày 14 tháng 6 năm 1945; được đỡ đầu bởi bà Alice Schade, phu nhân Thiếu tướng Hải quân Henry A. Schade, một nhà thiết kế hải quân; được hoàn tất bởi xưởng tàu Commercial Iron Works tại Portland, Oregon, và được bàn giao cho Hải quân Mỹ vào ngày 30 tháng 8 năm 1946.

## Lịch sử hoạt động
Rabaul được nghiệm thu, nhưng được đưa về Hạm đội 19 trực thuộc Hạm đội Dự bị Thái Bình Dương và bị bỏ không tại Tacoma, sẵn sàng hoạt động trở lại trong Chiến tranh Lạnh phòng khi xảy ra chiến tranh với Liên Xô. Đang khi trong thành phần dự bị, nó được xếp lại lớp như một tàu sân bay trực thăng với ký hiệu lườn CVHE-121 vào ngày 12 tháng 6 năm 1955; được điều sang Đội San Diego, Hạm đội Dự bị Thái Bình Dương vào tháng 6 năm 1958; rồi lại được xếp lại lớp như một tàu vận chuyển máy bay với ký hiệu lườn AKV-21 vào tháng 5 năm 1959.
Rabaul tiếp tục nằm trong thành phần hạm đội dự bị tại San Diego cho đến khi được rút tên khỏi danh sách Đâng bạ Hải quân vào ngày 1 tháng 9 năm 1971. Con tàu được bán cho hãng Nicolai Joffe Corporation ở Beverly Hills, California vào ngày 25 tháng 8 năm 1972 để tháo dỡ, và được tháo dỡ tại xưởng tháo dỡ ở Richmond, California.